# Nagrada Kanfanara (automobilizam)
Nagrada Kanfanara je hrvatsko automobilističko natjecanje. Održava se od 2008. godine. Organizatori su do sada bili Autoklub Poreč Motorsport i AKORK Skok racing 1993. Općina Kanfanar je jedan od redovitih pokrovitelja. Natjecatelji voze stazom dugom 3.550 metara (3.800 metara), u slikovitom okružju. Trasa je od od prilazne ceste samom vrhu zaljeva Limskog kanala, preko magistralnog pravca u smjeru Krunčića. Duž dionice postavljatelji staze postavljaju nekoliko šikana tj. usporenja. Vozački park je kod prilazne ceste na vrhu Limskog kanala. Natjecatelji se natječju u više bodovnih konkurencija, poput HAKS Kupa, Prvenstva Auto i karting lige Zapad (Istarska i Primorsko-goranska županija), Auto i karting saveza Istre te za zasebnu Nagradu organizatora. Trka na Kanfanaru je u kalendaru Formule driver (Formula driver Lim), na hrvatskim prostorima najpropulzivnije discipline automobilističkog športa.
Natjecanje se 2019. odvija na asfaltnoj stazi – trkalištu, koje obuhvaća dio prometnice od Limskog kanala prema Krunčićima udužini od 3550 m sa startom na Limskom kanalu i ciljem 500 m prije sela Krunčića. Trkalište je označeno šikanama od guma, minimalne širine 6 metara. Trkalište 2019. godine ima 8 šikana, a nakon pregleda staze suci natjecanja mogu promijeniti dionice staze.
Automobili (2019.) su razvrstani u klase prema radnoj zapremnini motora. Klasu 1 čine automobili do 1400 ccm (serijski automobili), klasu 2 preko 1400 ccm (serijski automobili), klasu 3 do 1400 ccm (sport/sprint automobili), klasu 4 od 1400 do 1600 ccm (sport/sprint automobili), klasu 5 od 1600 do 2000 ccm (sport/sprint automobili), klasu 6 preko 2000 ccm (sport/sprint automobili), klasu 7 sve zapremine (super sport automobili), klasu 8 do 1600 ccm (Zastava sport/sprint) i klasu 9 do 2000 ccm (Renault sport/sprint).